# 奥野春菜
奥野春菜（日语：／ Okuno Haruna，1999年3月18日—），日本女子摔跤运动员。她曾代表日本参加世界摔跤锦标赛，获得二枚金牌。她也曾在2018年亚洲运动会上获得一枚铜牌。